# دنیل کراوس (بازیکن فوتبال)
دنیل کراوس (انگلیسی: Daniel Kraus؛ زادهٔ ۱۱ مهٔ ۱۹۸۴) بازیکن فوتبال اهل آلمان است.
از باشگاه‌هایی که در آن بازی کرده‌است می‌توان به باشگاه فوتبال کارل زایس ینا اشاره کرد.